# Cultura Wilton
La Cultura Wilton és un poble del Paleolític que rep el seu nom del llogarret de Wilton, a l'actual Sud-àfrica, on es van trobar les primeres restes d'aquesta cultura. Als orígens es tractava d'un grup de caçadors-recol·lectors especialistes en l'ús de l'arc que van expandir-se pel sud i el centre del continent africà des del 8000 aC fins al 1000 aC, quan van ser absorbits pels bantus. Enterraven els seus morts en posició fetal, tradició que van heretar els boiximans, possibles descendents d'aquesta cultura i els honoraven a través de l'art pintat en façanes de coves i pedres mortuòries.